# 一個好爸爸
《一個好爸爸》是一部香港電影，由成龍擔任出品人，張艾嘉擔任導演，古天樂及劉若英領銜主演，狄龍及鄭則仕特別客串，改編自作家李純恩的小說《黑社會爸爸》。

## 故事大綱
《一個好爸爸》以回望方式，描述黑社會背景的李天恩（古天樂飾）的人生。少年時他離開家庭，與其母親的關係惡劣，對於身邊的女性跟性伴沒分別。直到女律師美寶（劉若英飾）的出現，才讓李天恩有了愛的感覺，而美寶的懷孕也讓李天恩甘願與她結為夫妻。自兩人的女兒喜兒（劉一含飾）出世後，天恩想給女兒一個良好的生活環境，不想也不欲他捲入自己的身份，隱瞞其黑道的身份，將黑道事業換為正當行業，天恩為了喜兒而改變，先為女兒怕自己坦胸露肩而改紋身、為了博入學要去信教領洗，甚至開辦補習社以改變形象。
喜兒隨著年齡增長也意識到父親的黑社會身份但未說破，天恩也一直想脫離黑社會生活，但總是人在江湖身不由己，補習班虧損連連也讓天恩與美寶為了生計吵鬧。一日喜兒與一男子交往被天恩撞見，天恩發現該男子為劉警官之子，希望劉警官不要告訴喜兒自己是黑道的身份，在與劉警官交談後決心正式脫離黑道，表面上被社團逼回頭做黑道事業，實際上暗中與警方合作破獲販毒組織，於一場與泰國人的毒品交易槍戰中被自己的小弟-同時是警方臥底的雞仔故意開槍打中大腿，製造落水死亡的假象以徹底脫離黑社會組織，後來也煞有其事的為天恩舉辦喪禮。詐死的天恩躲藏海外多年，頭髮鬢鬚皆已斑白，犧牲了見證女兒成長與結婚的重要時刻，但換來了妻女的安逸生活，最後於教堂中祈禱，冀望有一天能與妻女重聚，享受回歸常人的天倫之樂。

## 演員
| 演員              | 角色           |
| 古天樂            | 李天恩         |
| 劉若英            | 陳美寶         |
| 苗可秀            | 李天恩媽媽     |
| 劉一含            | 李喜兒（成年） |
| 莫少聰            | 大眼           |
| 林雪              | 口水           |
| 陳惠敏            | 德叔           |
| 鄭則士            | 龍叔           |
| 邵音音            | 四嫂           |
| 陳果              | 神父           |
| 盧惠光            | 光哥           |
| 狄龍              | 美寶爸爸       |
| 譚俊彥            | 家強/彼得      |
| 曾國祥            | 雞仔           |
| 沈震軒            | 李天恩手下     |
| 陳子聰            | 大舊           |
| 陈诗慧 (香港童星) | 幼兒園學生     |
| 羅志良            | 補習社老師     |

## 獎項
| 頒獎典禮                   | 獎項         | 名字                   | 結果 |
| -------------------------- | ------------ | ---------------------- | ---- |
| 第28屆香港電影金像獎       | 最佳男主角   | 古天樂                 | 提名 |
| 第28屆香港電影金像獎       | 最佳編劇     | 陳淑賢、張艾嘉、胡恩威 | 提名 |
| 第28屆香港電影金像獎       | 最佳女配角   | 苗可秀                 | 提名 |
| 第45屆金馬獎               | 最佳男主角   | 古天樂                 | 提名 |
| 第45屆金馬獎               | 最佳女配角   | 苗可秀                 | 提名 |
| 第45屆金馬獎               | 最佳導演     | 張艾嘉                 | 提名 |
| 第15屆香港電影評論學會大奬 | 最佳女演員   | 苗可秀                 | 提名 |
| 第15屆香港電影評論學會大奬 | 最佳編劇     | 陳淑賢、張艾嘉、胡恩威 | 提名 |
| 第15屆香港電影評論學會大奬 | 推薦電影     | 一個好爸爸             | 獲獎 |
| 第9屆華語電影傳媒大獎      | 最佳女配角   | 苗可秀                 | 提名 |
| 2008年度演藝動力大獎       | 最突出女演員 | 劉若英                 | 提名 |

## 外部連結
- Yahoo奇摩電影上《一個好爸爸》的資料（繁體中文）
- MSN娛樂上《一個好爸爸》的資料（繁體中文）

- 開眼電影網上《一個好爸爸》的資料（繁體中文）
- 豆瓣电影上《一個好爸爸》的資料 （简体中文）
- 时光网上《一個好爸爸》的資料（简体中文）
- AllMovie上《一個好爸爸》的资料（英文）
- 爛番茄上《一個好爸爸》的資料（英文）
- 香港影庫上《一個好爸爸》的資料（繁體中文）
- 互联网电影数据库（IMDb）上《一個好爸爸》的资料（英文）